# Habrocestum superbum
Habrocestum superbum là một loài nhện trong họ Salticidae.
Loài này thuộc chi Habrocestum. Habrocestum superbum được Wanda Wesołowska miêu tả năm 2000.